# Johannes Hamel
Johannes Hamel (* 19. November 1911 in Schöningen; † 1. August 2002 in Wernigerode) war ein evangelischer Theologe und Hochschullehrer. 

## Leben und Wirken
Johannes Hamels Vater war Oberstudienrat in Erfurt. Sein Abitur legte er 1930 ab. Anschließend studierte er bis 1935 in Tübingen, Königsberg und Halle Theologie. Danach war er bis 1938 Adjunkt an der inzwischen illegalen Kirchlichen Hochschule (Kirchliches Auslandsseminar) in Ilsenburg. Seine Lehrer waren Julius Schniewind, Hans Joachim Iwand, Karl Heim, Adolf Schlatter, Karl Barth und Hermann Schlingensiepen. 1935 bis 1938 war er zugleich Reisesekretär der Deutschen Christlichen Studentenvereinigung.

### In der Bekennenden Kirche
Johannes Hamel war während des Nationalsozialismus ein radikaler Gegner seiner loyalen DEK-orientierten Landeskirche und bekam daher keine Anstellung. 1938 wurde er in Fortsetzung seines Engagements in Ilsenburg Studienamtsleiter der Bekennenden Kirche in Halle. Im gleichen Jahr heiratete er die Theologin Renata Schomerus. 1938 wurde er durch Pfarrer Wolfgang Staemmler zum Hilfsprediger der Bekennenden Kirche ordiniert. Weil er jüdischen Gemeindegliedern half, wurde er 1941 zur Arbeit in den Leunawerken zwangsverpflichtet. Wenig später wurde er zum Dienst in der Wehrmacht eingezogen. In der Sowjetunion erlitt er einen Lungenschuss, in Italien geriet er in Kriegsgefangenschaft. 

### Theologe in der DDR
1946 wurde er Studentenpfarrer an der Universität zu Halle. Als die SED-Führung 1952/53 ihren Kampf gegen die kirchliche Jugendarbeit forcierte, wurde Hamel wegen Boykotthetze am 12. Februar 1953 festgenommen und in der Untersuchungshaftanstalt Roter Ochse zu Halle inhaftiert. Nach heftigen – auch internationalen – Protesten gegen die Inhaftierung wies Erich Mielke – kurz nach dem 17. Juni – am 9. Juli die Freilassung an, die tags darauf erfolgte. Infolge seiner Haftzeit, die er mit seiner Gefangenschaft während der Auseinandersetzung im Nationalsozialismus verglich, entwickelte er eine Theologie der Nähe zu den Menschen in der Erpressung. So sagte er „Meine Vernehmer waren ebenso in Gottes Hand wie ich“. Einer seiner Schüler schreibt: „Für ihn war die Gefängniszeit ein geistlicher Gewinn. Er hat in den Wachhabenden und Vernehmungsoffizieren immer zuerst den Menschen gesehen, denen er um Jesu willen menschlich zu begegnen hat. Und er hat sich gerade nach der Haftzeit noch einmal ganz deutlich zum Bleiben in der DDR ausgesprochen.“ Auch der Obrigkeit der DDR gelte das Evangelium, denn auch sie stehe unter Gottes Herrschaft. Auch die Marxisten seien „Dienstmänner des Herrn“.
1955 bis 1976 war Hamel Dozent für Praktische Theologie und zeitweise Rektor des Katechetischen Oberseminars in Naumburg (Saale). 
Aufgrund seiner Erfahrungen im Kirchenkampf zur Zeit des Nationalsozialismus und in der frühen DDR entwickelte er eine Theologie, die „die gängige Alternative von Anpassung oder Widerstand als wenig hilfreich verwarf und für ein Sich-Einlassen auf die gegebene Situation ohne Selbstpreisgabe an den SED-Staat warb“. Damit beeinflusste er über viele Jahre die synodalen Erklärungen der Kirchenprovinz Sachsen und der Evangelischen Kirche der Union (EKU), bis 1963 mit den Zehn Artikeln über Freiheit und Dienst der Kirche andere Weichenstellungen vorgenommen wurden. 1968 war Hamel einer der wortmächtigen Gegner der Gründung des Bundes der Evangelischen Kirchen in der DDR. 

### Letzte Lebensjahre
1976 zog Johannes Hamel zu einer seiner Töchter nach Gangloffsömmern, wo er als Prediger wirkte. Zugleich war er Lehrer für Neues Testament beim 1960 gegründeten Kirchlichen Fernunterricht (KFU) der Evangelischen Kirchen in der DDR. 1985 reiste er aus der DDR aus und zog nach Gräfelfing. Nach der Wiedervereinigung Deutschlands gab er einige Interviews und verfasste kurze theologisch-biografische Texte. Vor der Enquete-Kommission „Aufarbeitung von Geschichte und Folgen der SED-Diktatur“ sprach er davon, dass alle der Vergebung bedürfen, sowohl Christen wie Marxisten.

## Ehrungen
- 1966 Ehrendoktor der Theologischen Fakultät der Georg-August-Universität Göttingen

## Veröffentlichungen (Auswahl)
- Seid nüchtern und wachet. Predigten und Vorträge. Göttinger Predigt-Hefte 4+5, Vandenhoeck & Ruprecht, Göttingen 1958.
- Christ in der DDR (Unterwegs 2), Berlin 1957.
- Christenheit unter marxistischer Herrschaft (Unterwegs 7), Berlin 1959.
- Der Beitrag Theodor Fontanes zur theologischen Ethik. In: Evangelische Theologie, Jg. 6 (1976), S. 549–560.
- (Zusammen mit Karl Barth) How to Serve God in a Marxist Land.
- Zur Problematik der Ordinationshandlung, in: Gemeinde – Amt – Ordination, Votum des Ausschusses der Evangelischen Kirche der Union, mit dem Entwurf eines neuen Ordinationsformulars, Gütersloh 1970.
- Evangelische Christenheit unter der marxistisch-leninistischen Diktatur 1945–1989. Bewährung und Versagen. In: Materialien der Enquete-Kommission „Aufarbeitung von Geschichte und Folgen der SED-Diktatur in Deutschland“, Band VI/1, herausgegeben vom Deutschen Bundestag, Baden-Baden 1995, 39–47